# Llista de topònims de Balsareny
Llista de topònims (noms propis de lloc) del municipi de Balsareny, al Bages
Informació actualitzada per un bot. Els canvis manuals es perdran quan s'actualitzi!

## barraca de vinya
| imatge | Nom                          | Ubicat a  | instància de     | Detalls                                  | coordenades                                                                                | Protecció                                  | Commons (més fotos) | Dades a WD                    |
| ------ | ---------------------------- | --------- | ---------------- | ---------------------------------------- | ------------------------------------------------------------------------------------------ | ------------------------------------------ | ------------------- | ----------------------------- |
|        | Barraca 10187                | Balsareny | barraca de vinya | Estil: arquitectura popular              | 41° 53′ 12″ N, 1° 52′ 25″ E / 41.88669°N,1.87361°E ca:Sector nord del terme municipal      |                                            |                     | Modifica les dades a Wikidata |
|        | Barraca 10188                | Balsareny | barraca de vinya |                                          | 41° 53′ 13″ N, 1° 52′ 20″ E / 41.88686°N,1.8722°E ca:Sector nord del terme municipal       |                                            |                     | Modifica les dades a Wikidata |
|        | Barraca 10189                | Balsareny | barraca de vinya | Estil: arquitectura popular              | 41° 53′ 12″ N, 1° 52′ 15″ E / 41.88656°N,1.8709°E ca:Sector nord del terme municipal       |                                            |                     | Modifica les dades a Wikidata |
|        | Barraca 10190                | Balsareny | barraca de vinya | Estil: arquitectura popular              | 41° 53′ 10″ N, 1° 52′ 22″ E / 41.88614°N,1.8729°E ca:Sector nord del terme municipal       |                                            |                     | Modifica les dades a Wikidata |
|        | Barraca 13249                | Balsareny | barraca de vinya |                                          | 41° 52′ 28″ N, 1° 50′ 47″ E / 41.87441°N,1.8463°E ca:Sector nord-oest del terme municipal  |                                            |                     | Modifica les dades a Wikidata |
|        | Barraca 14244                | Balsareny | barraca de vinya |                                          | 41° 52′ 32″ N, 1° 50′ 58″ E / 41.87561°N,1.84946°E ca:Sector nord-oest del terme municipal |                                            |                     | Modifica les dades a Wikidata |
|        | Barraca 14507                | Balsareny | barraca de vinya | Estil: arquitectura popular              | 41° 52′ 24″ N, 1° 50′ 41″ E / 41.87336°N,1.84461°E ca:Sector nord-oest del terme municipal |                                            |                     | Modifica les dades a Wikidata |
|        | Barraca 14508                | Balsareny | barraca de vinya | Estil: arquitectura popular              | 41° 52′ 26″ N, 1° 50′ 38″ E / 41.87376°N,1.84393°E ca:Sector nord-oest del terme municipal |                                            |                     | Modifica les dades a Wikidata |
|        | Barraca 15514                | Balsareny | barraca de vinya | Estil: arquitectura popular              | 41° 52′ 25″ N, 1° 50′ 57″ E / 41.87356°N,1.84912°E ca:Sector nord-oest del terme municipal |                                            |                     | Modifica les dades a Wikidata |
|        | Barraca 15748                | Balsareny | barraca de vinya |                                          | 41° 53′ 28″ N, 1° 52′ 14″ E / 41.89114°N,1.87069°E ca:Sector nord del terme municipal      |                                            |                     | Modifica les dades a Wikidata |
|        | Barraca 15753                | Balsareny | barraca de vinya | Estil: arquitectura popular              | 41° 53′ 23″ N, 1° 52′ 11″ E / 41.8898°N,1.86973°E ca:Sector nord del terme municipal       |                                            |                     | Modifica les dades a Wikidata |
|        | Barraca 15782                | Balsareny | barraca de vinya | Estil: arquitectura popular              | 41° 53′ 27″ N, 1° 52′ 52″ E / 41.89071°N,1.88099°E ca:Sector nord del terme municipal      |                                            |                     | Modifica les dades a Wikidata |
|        | Barraca 15894                | Balsareny | barraca de vinya | Estil: arquitectura popular              | 41° 53′ 25″ N, 1° 52′ 45″ E / 41.89017°N,1.87907°E ca:Sector nord del terme municipal      |                                            |                     | Modifica les dades a Wikidata |
|        | Barraca 15969                | Balsareny | barraca de vinya | Estil: arquitectura popular              | 41° 53′ 36″ N, 1° 52′ 57″ E / 41.89335°N,1.88262°E ca:Sector nord del terme municipal      |                                            |                     | Modifica les dades a Wikidata |
|        | Barraca 15996                | Balsareny | barraca de vinya | Estil: arquitectura popular              | 41° 53′ 31″ N, 1° 52′ 51″ E / 41.89195°N,1.88071°E ca:Sector nord del terme municipal      |                                            |                     | Modifica les dades a Wikidata |
|        | Barraca 18765                | Balsareny | barraca de vinya | Estil: arquitectura popular              | 41° 53′ 25″ N, 1° 52′ 22″ E / 41.89016°N,1.87272°E ca:Sector nord del terme municipal      |                                            |                     | Modifica les dades a Wikidata |
|        | Barraca 18766                | Balsareny | barraca de vinya | Estil: arquitectura popular              | 41° 53′ 23″ N, 1° 52′ 18″ E / 41.88972°N,1.87166°E ca:Sector nord del terme municipal      |                                            |                     | Modifica les dades a Wikidata |
|        | Barraca 21817                | Balsareny | barraca de vinya | Estil: arquitectura popular              | 41° 52′ 41″ N, 1° 50′ 40″ E / 41.87796°N,1.84436°E ca:Sector nord-oest del terme municipal |                                            |                     | Modifica les dades a Wikidata |
|        | Barraca 21818                | Balsareny | barraca de vinya |                                          | 41° 52′ 38″ N, 1° 50′ 42″ E / 41.87734°N,1.84503°E ca:Sector nord-oest del terme municipal |                                            |                     | Modifica les dades a Wikidata |
|        | Barraca 21837                | Balsareny | barraca de vinya |                                          | 41° 52′ 45″ N, 1° 50′ 56″ E / 41.87913°N,1.84893°E ca:Sector nord-est del terme municipal  |                                            |                     | Modifica les dades a Wikidata |
|        | Barraca 21838                | Balsareny | barraca de vinya |                                          | 41° 52′ 42″ N, 1° 50′ 50″ E / 41.87832°N,1.84715°E ca:Sector nord-oest del terme municipal |                                            |                     | Modifica les dades a Wikidata |
|        | Barraca 21839                | Balsareny | barraca de vinya |                                          | 41° 52′ 43″ N, 1° 50′ 43″ E / 41.87851°N,1.84524°E ca:Sector nord-oest del terme municipal |                                            |                     | Modifica les dades a Wikidata |
|        | Barraca 21840                | Balsareny | barraca de vinya |                                          | 41° 52′ 39″ N, 1° 50′ 36″ E / 41.87756°N,1.84341°E ca:Sector nord-oest del terme municipal |                                            |                     | Modifica les dades a Wikidata |
|        | Barraca 21841                | Balsareny | barraca de vinya | Estil: arquitectura popular              | 41° 52′ 43″ N, 1° 50′ 33″ E / 41.87854°N,1.84239°E ca:Sector nord-oest del terme municipal |                                            |                     | Modifica les dades a Wikidata |
|        | Barraca 23868                | Balsareny | barraca de vinya |                                          | 41° 52′ 17″ N, 1° 50′ 19″ E / 41.87149°N,1.83851°E ca:Sector nord-oest del terme municipal |                                            |                     | Modifica les dades a Wikidata |
|        | Barraca 25461                | Balsareny | barraca de vinya |                                          | 41° 52′ 25″ N, 1° 50′ 11″ E / 41.87374°N,1.83641°E ca:Sector nord-oest del terme municipal |                                            |                     | Modifica les dades a Wikidata |
|        | Barraca 3808                 | Balsareny | barraca de vinya |                                          | 41° 53′ 36″ N, 1° 52′ 35″ E / 41.89342°N,1.87635°E ca:Sector nord del terme municipal      |                                            |                     | Modifica les dades a Wikidata |
|        | Barraca 3809                 | Balsareny | barraca de vinya | Estil: arquitectura popular              | 41° 53′ 20″ N, 1° 52′ 17″ E / 41.88893°N,1.87126°E ca:Sector nord del terme municipl       |                                            |                     | Modifica les dades a Wikidata |
|        | Barraca 3810                 | Balsareny | barraca de vinya | Estil: arquitectura popular              | 41° 53′ 25″ N, 1° 52′ 13″ E / 41.89037°N,1.87037°E ca:Sector nord del terme municipal      |                                            |                     | Modifica les dades a Wikidata |
|        | Barraca 5843                 | Balsareny | barraca de vinya | Estil: arquitectura popular 20th century | 41° 52′ 28″ N, 1° 51′ 01″ E / 41.87454°N,1.85029°E ca:Sector nord-oest del terme municipal |                                            |                     | Modifica les dades a Wikidata |
|        | barraca de vinya             | Balsareny | barraca de vinya | Estil: arquitectura popular              | 41° 52′ 09″ N, 1° 52′ 48″ E / 41.8693°N,1.87992°E ca:Sector central del terme municipal    | bé integrant del patrimoni cultural català |                     | Modifica les dades a Wikidata |
|        | barraca del Clot de la Seuva | Balsareny | barraca de vinya |                                          | 41° 52′ 36″ N, 1° 49′ 57″ E / 41.87653°N,1.83256°E ca:Sector nord-oest del terme municipal |                                            |                     | Modifica les dades a Wikidata |

## cabana
| imatge | Nom                            | Ubicat a  | instància de | Detalls | coordenades                                                                                            | Protecció | Commons (més fotos) | Dades a WD                    |
| ------ | ------------------------------ | --------- | ------------ | ------- | --- | --------- | ------------------- | ----------------------------- |
|        | barraca de la Sínia del Girald | Balsareny | cabana       |         | 41° 52′ 49″ N, 1° 52′ 05″ E / 41.8802135304009°N,1.8680583518393°E                                     |           |                     | Modifica les dades a Wikidata |
|        | barraca del Riba               | Balsareny | cabana       |         | 41° 51′ 03″ N, 1° 52′ 36″ E / 41.85081805138°N,1.87655149658688°E ca:Sector sudest del terme municipal |           |                     | Modifica les dades a Wikidata |

## casa
| imatge | Nom                           | Ubicat a  | instància de | Detalls                                     | coordenades                                                                         | Protecció                                  | Commons (més fotos)  | Dades a WD                    |
| ------ | ----------------------------- | --------- | ------------ | ------------------------------------------- | ----------------------------------------------------------------------------------- | ------------------------------------------ | -------------------- | ----------------------------- |
|        | Cal Magí                      | Balsareny | casa         | Estil: arquitectura modernista              | 41° 51′ 48″ N, 1° 52′ 27″ E / 41.8632°N,1.87417°E ca:Carrer Ponent, 13              | bé integrant del patrimoni cultural català |                      | Modifica les dades a Wikidata |
|        | Cal Sant                      | Balsareny | casa         | Estil: arquitectura modernista 19th century | 41° 51′ 48″ N, 1° 52′ 36″ E / 41.86327°N,1.876743°E ca:Plaça Ajuntament, 1 328 msnm | bé integrant del patrimoni cultural català | Cal Sant (Balsareny) | Modifica les dades a Wikidata |
|        | Mas Martí                     | Balsareny | casa         | Estil: arquitectura popular                 | 41° 51′ 46″ N, 1° 52′ 37″ E / 41.8627°N,1.87696°E                                   | bé integrant del patrimoni cultural català |                      | Modifica les dades a Wikidata |
|        | cases de la Carretera 9-11-13 | Balsareny | casa         | Estil: arquitectura modernista              | 41° 51′ 50″ N, 1° 52′ 27″ E / 41.864°N,1.87411°E ca:Carretera, 9-11-13              | bé integrant del patrimoni cultural català |                      | Modifica les dades a Wikidata |

## creu de terme
| imatge | Nom                                    | Ubicat a  | instància de  | Detalls                       | coordenades                                                            | Protecció                                  | Commons (més fotos) | Dades a WD                    |
| ------ | -------------------------------------- | --------- | ------------- | ----------------------------- | ---------------------------------------------------------------------- | ------------------------------------------ | ------------------- | ----------------------------- |
|        | Creu de terme de Saladrigues           | Balsareny | creu de terme | Estil: arquitectura eclèctica |                                                                        | bé integrant del patrimoni cultural català |                     | Modifica les dades a Wikidata |
|        | creu del carrer de la Creu (Balsareny) | Balsareny | creu de terme |                               | 41° 51′ 50″ N, 1° 52′ 33″ E / 41.86379837201937°N,1.8759686295217088°E |                                            |                     | Modifica les dades a Wikidata |

## edifici
| imatge | Nom                           | Ubicat a  | instància de                                     | Detalls                                  | coordenades                                                                                               | Protecció                                  | Commons (més fotos)           | Dades a WD                    |
| ------ | ----------------------------- | --------- | ------------------------------------------------ | ---------------------------------------- | --- | ------------------------------------------ | ----------------------------- | ----------------------------- |
|        | Cafè del Centre               | Balsareny | edifici                                          | Estil: arquitectura popular              | 41° 51′ 49″ N, 1° 52′ 34″ E / 41.8637°N,1.87602°E                                                         | bé integrant del patrimoni cultural català |                               | Modifica les dades a Wikidata |
|        | Casal Llar d'Avis (Balsareny) | Balsareny | edifici                                          | Estil: noucentisme                       | 41° 51′ 48″ N, 1° 52′ 38″ E / 41.86323°N,1.877163°E ca:Pl. Rector Roc Garcia, 1                           | bé integrant del patrimoni cultural català | Casal Llar d'Avis (Balsareny) | Modifica les dades a Wikidata |
|        | Fàbrica de Vilafruns          | Balsareny | edifici                                          |                                          | 41° 50′ 30″ N, 1° 52′ 47″ E / 41.841689°N,1.879779°E ca:Sector sud del terme municipal. Vilafruns         | bé integrant del patrimoni cultural català | Fàbrica de Vilafruns          | Modifica les dades a Wikidata |
|        | Fàbrica del Molí              | Balsareny | edifici                                          | Estil: arquitectura popular              | 41° 51′ 19″ N, 1° 52′ 20″ E / 41.8552°N,1.87216°E ca:Sector central del terme municipal                   | bé integrant del patrimoni cultural català | Fàbrica del Molí (Balsareny)  | Modifica les dades a Wikidata |
|        | Pedra cantonera de Cal Traver | Balsareny | edifici                                          | Estil: arquitectura popular 17th century | 41° 51′ 47″ N, 1° 52′ 37″ E / 41.863076°N,1.876966°E ca:Pl. Ajuntament, 4 328 msnm                        | bé integrant del patrimoni cultural català | Pedra cantonera de Cal Traver | Modifica les dades a Wikidata |
|        | Pou de Vilafruns              | Balsareny | edifici                                          |                                          | 41° 50′ 25″ N, 1° 52′ 36″ E / 41.8404°N,1.87672°E                                                         | bé integrant del patrimoni cultural català | La Mina (Balsareny)           | Modifica les dades a Wikidata |
|        | el Casal                      | Balsareny | edifici Ús: hospital llar de retir centre de dia |                                          | 41° 51′ 48″ N, 1° 52′ 40″ E / 41.863392°N,1.877745°E                                                      | bé integrant del patrimoni cultural català |                               | Modifica les dades a Wikidata |
|        | el Casino                     | Balsareny | edifici                                          |                                          | 41° 51′ 45″ N, 1° 52′ 35″ E / 41.8626°N,1.87637°E                                                         | bé integrant del patrimoni cultural català |                               | Modifica les dades a Wikidata |
|        | la Torreta                    | Balsareny | edifici                                          | 19th century                             | 41° 52′ 07″ N, 1° 52′ 45″ E / 41.8686781594071°N,1.87929943981008°E ca:Sector central del terme municipal |                                            |                               | Modifica les dades a Wikidata |

## entitat singular de població
| imatge | Nom         | Ubicat a  | instància de                                   | Detalls                            | coordenades                                                       | Protecció                                  | Commons (més fotos)           | Dades a WD                    |
| ------ | ----------- | --------- | ---------------------------------------------- | ---------------------------------- | ----------------------------------------------------------------- | ------------------------------------------ | ----------------------------- | ----------------------------- |
|        | Balsareny   | Balsareny | entitat singular de població capital municipal | 2892 hab                           | 41° 51′ 47″ N, 1° 52′ 25″ E / 41.86311°N,1.87356°E 328 msnm       |                                            |                               | Modifica les dades a Wikidata |
|        | Nosa        | Balsareny | entitat singular de població                   | 299 hab                            | 41° 53′ 51″ N, 1° 53′ 12″ E / 41.89759656°N,1.88663154°E 325 msnm |                                            |                               | Modifica les dades a Wikidata |
|        | Sant Esteve | Balsareny | entitat singular de població colònia tèxtil    | Estil: arquitectura popular 0 hab  | 41° 53′ 04″ N, 1° 53′ 10″ E / 41.8844°N,1.8861°E 323 msnm         | bé integrant del patrimoni cultural català | Colònia Soldevila (Balsareny) | Modifica les dades a Wikidata |
|        | Vilafruns   | Balsareny | entitat singular de població edifici           | Estil: arquitectura popular 54 hab | 41° 50′ 40″ N, 1° 52′ 38″ E / 41.844564°N,1.877206°E 286 msnm     | bé integrant del patrimoni cultural català | Vilafruns                     | Modifica les dades a Wikidata |
|        | la Rabeia   | Balsareny | entitat singular de població edifici           | Estil: arquitectura popular 80 hab | 41° 52′ 36″ N, 1° 53′ 17″ E / 41.8767°N,1.88801°E 311 msnm        | bé integrant del patrimoni cultural català | Colònia la Rabeia             | Modifica les dades a Wikidata |

## església
| imatge | Nom                                | Ubicat a  | instància de     | Detalls                          | coordenades | Protecció                                  | Commons (més fotos)               | Dades a WD                    |
| ------ | ---------------------------------- | --------- | ---------------- | -------------------------------- | --- | ------------------------------------------ | --------------------------------- | ----------------------------- |
|        | Mare de Déu del Castell            | Balsareny | església         |                                  | 41° 52′ 13″ N, 1° 52′ 55″ E / 41.8703979028939°N,1.88201680953407°E                                            |                                            |                                   | Modifica les dades a Wikidata |
|        | Sant Esteve de Soldevila           | Balsareny | església         |                                  | 41° 53′ 04″ N, 1° 53′ 09″ E / 41.8845°N,1.88591°E                                                              | bé integrant del patrimoni cultural català | Sant Esteve de Soldevila          | Modifica les dades a Wikidata |
|        | Sant Ramon de Sobirana de Ferrans  | Balsareny | església         | Estil: arquitectura romànica     | 41° 52′ 38″ N, 1° 51′ 05″ E / 41.8773°N,1.85137°E ca:Sector nordoest del terme municipal.                      | bé integrant del patrimoni cultural català | Sant Ramon de Sobirana de Ferrans | Modifica les dades a Wikidata |
|        | Sant Vicenç d'Aladernet            | Balsareny | església         |                                  | 41° 51′ 22″ N, 1° 50′ 38″ E / 41.8562°N,1.84378°E                                                              | bé integrant del patrimoni cultural català | Sant Vicenç d'Aladernet           | Modifica les dades a Wikidata |
|        | Santa Bàrbara de Vilafruns         | Balsareny | església capella |                                  | 41° 50′ 28″ N, 1° 52′ 42″ E / 41.8410823939299°N,1.87845623893295°E                                            |                                            |                                   | Modifica les dades a Wikidata |
|        | capella de Sant Jaume de Puigdorca | Balsareny | església capella | Estil: arquitectura barroca 1624 | 41° 51′ 44″ N, 1° 53′ 22″ E / 41.86209°N,1.88942°E ca:A la masia de Puigdorca. Sector est del terme municipal. | bé integrant del patrimoni cultural català |                                   | Modifica les dades a Wikidata |
|        | capella de Santa Maria de l'Alou   | Balsareny | església         | Estil: arquitectura romànica     | 41° 50′ 56″ N, 1° 52′ 58″ E / 41.848857°N,1.882871°E                                                           | bé integrant del patrimoni cultural català |                                   | Modifica les dades a Wikidata |

## font
| imatge | Nom                    | Ubicat a  | instància de | Detalls                          | coordenades                                                               | Protecció                                  | Commons (més fotos) | Dades a WD                    |
| ------ | ---------------------- | --------- | ------------ | -------------------------------- | ------------------------------------------------------------------------- | ------------------------------------------ | ------------------- | ----------------------------- |
|        | font de l'Alou         | Balsareny | font         | Estil: arquitectura popular      | 41° 50′ 59″ N, 1° 53′ 00″ E / 41.849782°N,1.883318°E                      | bé integrant del patrimoni cultural català |                     | Modifica les dades a Wikidata |
|        | font de la plaça Major | Balsareny | font         | Estil: arquitectura popular 1905 | 41° 51′ 47″ N, 1° 52′ 36″ E / 41.8631°N,1.8768°E ca:Plaça de l'Ajuntament | bé integrant del patrimoni cultural català |                     | Modifica les dades a Wikidata |

## fortificació
| imatge | Nom                   | Ubicat a  | instància de | Detalls | coordenades                                       | Protecció                                            | Commons (més fotos)               | Dades a WD                    |
| ------ | --------------------- | --------- | ------------ | ------- | ------------------------------------------------- | ---------------------------------------------------- | --------------------------------- | ----------------------------- |
|        | Fortí de Sant Maurici | Balsareny | fortificació |         | 41° 52′ 04″ N, 1° 52′ 15″ E / 41.8679°N,1.87078°E | bé d'interès cultural bé cultural d'interès nacional | Fortí de Sant Maurici (Balsareny) | Modifica les dades a Wikidata |
|        | Fortí de la Torreta   | Balsareny | fortificació |         | 41° 52′ 13″ N, 1° 52′ 49″ E / 41.8704°N,1.88039°E | bé d'interès cultural bé cultural d'interès nacional |                                   | Modifica les dades a Wikidata |

## granja
| imatge | Nom                      | Ubicat a  | instància de | Detalls | coordenades                                                         | Protecció | Commons (més fotos) | Dades a WD                    |
| ------ | ------------------------ | --------- | ------------ | ------- | ------------------------------------------------------------------- | --------- | ------------------- | ----------------------------- |
|        | Granja del Santa Susanna | Balsareny | granja       |         | 41° 51′ 46″ N, 1° 52′ 06″ E / 41.8627174340244°N,1.86845136454578°E |           |                     | Modifica les dades a Wikidata |
|        | Molí de Castellet        | Balsareny | granja       |         | 41° 53′ 58″ N, 1° 53′ 14″ E / 41.8995220910756°N,1.88723527693285°E |           |                     | Modifica les dades a Wikidata |

## masia
| imatge | Nom                         | Ubicat a  | instància de | Detalls                     | coordenades | Protecció                                  | Commons (més fotos)      | Dades a WD                    |
| ------ | --------------------------- | --------- | ------------ | --------------------------- | --- | ------------------------------------------ | ------------------------ | ----------------------------- |
|        | Ca l'Obradors               | Balsareny | masia        |                             | 41° 52′ 33″ N, 1° 53′ 13″ E / 41.8757503963277°N,1.88691265909988°E |                                            |                          | Modifica les dades a Wikidata |
|        | Ca la Gaiana                | Balsareny | masia        |                             | 41° 52′ 38″ N, 1° 53′ 16″ E / 41.8771719122482°N,1.88768337749543°E |                                            |                          | Modifica les dades a Wikidata |
|        | Cal Barretaire              | Balsareny | masia        |                             | 41° 50′ 22″ N, 1° 52′ 44″ E / 41.8393116635871°N,1.87882439940424°E |                                            |                          | Modifica les dades a Wikidata |
|        | Cal Berengueres             | Balsareny | masia        |                             | 41° 51′ 28″ N, 1° 52′ 11″ E / 41.8578043205806°N,1.86982708924503°E |                                            |                          | Modifica les dades a Wikidata |
|        | Cal Brancal                 | Balsareny | masia        |                             | 41° 53′ 12″ N, 1° 53′ 52″ E / 41.8866269336922°N,1.89775245254299°E |                                            |                          | Modifica les dades a Wikidata |
|        | Cal Cansalada               | Balsareny | masia        |                             | 41° 53′ 00″ N, 1° 52′ 36″ E / 41.8834413938045°N,1.87666711973923°E ca:Sector nord del terme municipal                                                                             |                                            |                          | Modifica les dades a Wikidata |
|        | Cal Casteller               | Balsareny | masia        |                             | 41° 52′ 26″ N, 1° 53′ 18″ E / 41.8738634958248°N,1.88830713115872°E |                                            |                          | Modifica les dades a Wikidata |
|        | Cal Castellà                | Balsareny | masia        | Estil: arquitectura popular | 41° 51′ 58″ N, 1° 49′ 26″ E / 41.8661°N,1.82399°E ca:Sector oest del terme municipal                                                                                               | bé integrant del patrimoni cultural català | Cal Castellà (Balsareny) | Modifica les dades a Wikidata |
|        | Cal General                 | Balsareny | masia        |                             | 41° 53′ 11″ N, 1° 53′ 51″ E / 41.8862641814078°N,1.89749352169309°E ca:Sector nordest del terme municipal. Al Pla de Vilamajor.                                                    |                                            |                          | Modifica les dades a Wikidata |
|        | Cal General Xic             | Balsareny | masia        | 20th century                | 41° 53′ 07″ N, 1° 53′ 45″ E / 41.8852385797588°N,1.89573938794468°E ca:Sector nordest del terme municipal. Al Pla de Vilamajor.                                                    |                                            |                          | Modifica les dades a Wikidata |
|        | Cal Jep                     | Balsareny | masia        |                             | 41° 52′ 41″ N, 1° 53′ 12″ E / 41.8779984149793°N,1.8865362046374°E |                                            |                          | Modifica les dades a Wikidata |
|        | Cal Maiol                   | Balsareny | masia        |                             | 41° 51′ 48″ N, 1° 52′ 48″ E / 41.863218142931°N,1.88002133334701°E |                                            |                          | Modifica les dades a Wikidata |
|        | Cal Marianó                 | Balsareny | masia        |                             | 41° 52′ 22″ N, 1° 49′ 55″ E / 41.8727622460786°N,1.83180944770031°E ca:Sector nordoest del terme municipal                                                                         |                                            |                          | Modifica les dades a Wikidata |
|        | Cal Matamala                | Balsareny | masia        |                             | 41° 52′ 12″ N, 1° 52′ 37″ E / 41.8700325232319°N,1.87687783543101°E ca:Sector central del terme municipal                                                                          |                                            |                          | Modifica les dades a Wikidata |
|        | Cal Músic                   | Balsareny | masia        |                             | 41° 51′ 47″ N, 1° 49′ 14″ E / 41.8630461942002°N,1.82056422816077°E |                                            |                          | Modifica les dades a Wikidata |
|        | Cal Negret                  | Balsareny | masia        |                             | 41° 50′ 09″ N, 1° 52′ 37″ E / 41.8358168348695°N,1.87695843465246°E ca:Sector sud del terme municipal. Barri de Vilafruns                                                          |                                            |                          | Modifica les dades a Wikidata |
|        | Cal Panxeta                 | Balsareny | masia        |                             | 41° 53′ 38″ N, 1° 54′ 24″ E / 41.8938552627614°N,1.90675340040617°E ca:Sector nordest del terme municipal.                                                                         |                                            |                          | Modifica les dades a Wikidata |
|        | Cal Peret Xic               | Balsareny | masia        |                             | 41° 52′ 28″ N, 1° 53′ 09″ E / 41.874334139962°N,1.88575625756936°E |                                            |                          | Modifica les dades a Wikidata |
|        | Cal Rata                    | Balsareny | masia        |                             | 41° 53′ 47″ N, 1° 53′ 01″ E / 41.8964156602142°N,1.88361245187365°E ca:Sector nord del terme municipal, al Barri de Navàs.                                                         |                                            |                          | Modifica les dades a Wikidata |
|        | Cal Riera                   | Balsareny | masia        |                             | 41° 52′ 26″ N, 1° 53′ 07″ E / 41.8737893869607°N,1.88530779395595°E |                                            |                          | Modifica les dades a Wikidata |
|        | Cal Roset                   | Balsareny | masia        |                             | 41° 53′ 55″ N, 1° 53′ 05″ E / 41.898633509658°N,1.88476730075797°E |                                            |                          | Modifica les dades a Wikidata |
|        | Cal Sarri                   | Balsareny | masia        |                             | 41° 51′ 56″ N, 1° 52′ 40″ E / 41.8656551452939°N,1.87778585070647°E |                                            |                          | Modifica les dades a Wikidata |
|        | Cal Torres                  | Balsareny | masia        |                             | 41° 52′ 33″ N, 1° 53′ 11″ E / 41.875790515713°N,1.88640581816369°E |                                            |                          | Modifica les dades a Wikidata |
|        | Cal Tort                    | Balsareny | masia        |                             | |                                            |                          | Modifica les dades a Wikidata |
|        | Candàliga                   | Balsareny | masia        | Estil: arquitectura popular | 41° 51′ 34″ N, 1° 50′ 00″ E / 41.85945278°N,1.83346528°E ca:Sector oest del terme municipal                                                                                        | bé integrant del patrimoni cultural català | Can Dàliga (Balsareny)   | Modifica les dades a Wikidata |
|        | Casa Blanca                 | Balsareny | masia        |                             | 41° 52′ 29″ N, 1° 53′ 16″ E / 41.8746158464829°N,1.88787231271629°E |                                            |                          | Modifica les dades a Wikidata |
|        | Casalot del Malard          | Balsareny | masia        |                             | 41° 50′ 23″ N, 1° 52′ 07″ E / 41.8397429432369°N,1.86861535633352°E |                                            |                          | Modifica les dades a Wikidata |
|        | Caseta del Gener            | Balsareny | masia        |                             | 41° 50′ 46″ N, 1° 51′ 35″ E / 41.8461°N,1.8598°E ca:Sector sud del terme municipal 330 msnm                                                                                        |                                            |                          | Modifica les dades a Wikidata |
|        | Mas Fucimanya               | Balsareny | masia        | Estil: arquitectura popular | 41° 52′ 13″ N, 1° 51′ 25″ E / 41.8703°N,1.85688°E | bé integrant del patrimoni cultural català |                          | Modifica les dades a Wikidata |
|        | Mas Torres de Vilamajor     | Balsareny | masia        |                             | 41° 53′ 18″ N, 1° 53′ 48″ E / 41.8882642321811°N,1.89661539048939°E |                                            |                          | Modifica les dades a Wikidata |
|        | Mas Tosquer                 | Balsareny | masia        |                             | 41° 50′ 48″ N, 1° 50′ 51″ E / 41.8467°N,1.8474°E 440 msnm |                                            |                          | Modifica les dades a Wikidata |
|        | Mas Vilafruns               | Balsareny | masia        | Estil: arquitectura popular | 41° 50′ 34″ N, 1° 52′ 50″ E / 41.84277°N,1.88051°E | bé integrant del patrimoni cultural català |                          | Modifica les dades a Wikidata |
|        | Mas de les Claperoses       | Balsareny | masia        |                             | 41° 53′ 21″ N, 1° 54′ 11″ E / 41.8892082839075°N,1.90302370852536°E ca:Sector nord-est del terme municipal. Pla de Vilamajor                                                       |                                            |                          | Modifica les dades a Wikidata |
|        | Masia de l'Ambròs Vell      | Balsareny | masia        | Estil: arquitectura popular | 41° 52′ 52″ N, 1° 53′ 26″ E / 41.8812°N,1.89063°E | bé integrant del patrimoni cultural català | Masia de l'Ambròs Vell   | Modifica les dades a Wikidata |
|        | Masia l'Alou                | Balsareny | masia        | Estil: arquitectura popular | 41° 50′ 57″ N, 1° 53′ 04″ E / 41.8493°N,1.88443°E | bé integrant del patrimoni cultural català | Masia l'Alou (Balsareny) | Modifica les dades a Wikidata |
|        | Masoveria de la Rabeia      | Balsareny | masia        | Estil: arquitectura popular | 41° 52′ 40″ N, 1° 53′ 26″ E / 41.8779°N,1.89068°E ca:Sector nordest del terme municipal                                                                                            | bé integrant del patrimoni cultural català | Masoveria de la Rabeia   | Modifica les dades a Wikidata |
|        | Puigdorca                   | Balsareny | masia        | Estil: barroc               | 41° 51′ 43″ N, 1° 53′ 21″ E / 41.862°N,1.88913°E ca:Sector est del terme municipal                                                                                                 | bé integrant del patrimoni cultural català | Puigdorca                | Modifica les dades a Wikidata |
|        | Puigventós                  | Balsareny | masia        |                             | 41° 52′ 04″ N, 1° 49′ 17″ E / 41.86778694°N,1.82149444°E 543 msnm |                                            |                          | Modifica les dades a Wikidata |
|        | Sobirana                    | Balsareny | masia        | Estil: arquitectura popular | 41° 52′ 38″ N, 1° 51′ 05″ E / 41.87736111°N,1.85137917°E | bé integrant del patrimoni cultural català | Sobirana (Balsareny)     | Modifica les dades a Wikidata |
|        | Tord                        | Balsareny | masia        |                             | 41° 52′ 37″ N, 1° 52′ 14″ E / 41.8770054951669°N,1.87063368836557°E ca:Sector nord del terme municipal                                                                             |                                            |                          | Modifica les dades a Wikidata |
|        | Torre del Gil               | Balsareny | masia        |                             | 41° 52′ 41″ N, 1° 52′ 31″ E / 41.8779785528512°N,1.87525637021181°E ca:Sector nord del terme municipal                                                                             |                                            |                          | Modifica les dades a Wikidata |
|        | el Balç                     | Balsareny | masia        |                             | 41° 51′ 27″ N, 1° 52′ 11″ E / 41.85755556°N,1.86963611°E 347.9 msnm |                                            |                          | Modifica les dades a Wikidata |
|        | el Callerís                 | Balsareny | masia        |                             | 41° 51′ 46″ N, 1° 52′ 17″ E / 41.8628452972082°N,1.8713769258232°E |                                            |                          | Modifica les dades a Wikidata |
|        | el Cerdà                    | Balsareny | masia        |                             | 41° 53′ 26″ N, 1° 53′ 53″ E / 41.8905474229003°N,1.89802255649238°E ca:Al sector nord-est del terme municipal. Pla de Vilamajor                                                    |                                            |                          | Modifica les dades a Wikidata |
|        | el Collell                  | Balsareny | masia        |                             | 41° 51′ 10″ N, 1° 50′ 29″ E / 41.8526926308118°N,1.84131819307616°E |                                            |                          | Modifica les dades a Wikidata |
|        | el Collet del Nado          | Balsareny | masia        |                             | 41° 52′ 45″ N, 1° 51′ 40″ E / 41.87926825832°N,1.861189027822°E |                                            |                          | Modifica les dades a Wikidata |
|        | el Cortès                   | Balsareny | masia        |                             | 41° 52′ 37″ N, 1° 51′ 01″ E / 41.8769124450912°N,1.85036510106347°E ca:Sector nordoest del terme municipal.                                                                        |                                            |                          | Modifica les dades a Wikidata |
|        | el Girald                   | Balsareny | masia        |                             | 41° 52′ 51″ N, 1° 52′ 01″ E / 41.8808148244942°N,1.86692690265788°E ca:Sector nord del terme municipal                                                                             |                                            |                          | Modifica les dades a Wikidata |
|        | el Joncaret                 | Balsareny | masia        |                             | 41° 51′ 30″ N, 1° 49′ 33″ E / 41.8584259340306°N,1.82585377600558°E ca:Sector oest del terme municipal                                                                             |                                            |                          | Modifica les dades a Wikidata |
|        | el Lledó de Sobrerroca      | Balsareny | masia        |                             | 41° 53′ 28″ N, 1° 52′ 58″ E / 41.891187872184°N,1.8826742138406°E |                                            |                          | Modifica les dades a Wikidata |
|        | el Lledó de Trascastell     | Balsareny | masia        |                             | 41° 52′ 31″ N, 1° 53′ 08″ E / 41.8753331279211°N,1.88567864923639°E |                                            |                          | Modifica les dades a Wikidata |
|        | el Paso                     | Balsareny | masia        | 20th century                | 41° 50′ 24″ N, 1° 52′ 44″ E / 41.8398623909539°N,1.87895931694192°E ca:Sector sud del terme municipal                                                                              |                                            |                          | Modifica les dades a Wikidata |
|        | el Solà                     | Balsareny | masia        |                             | 41° 51′ 29″ N, 1° 51′ 01″ E / 41.8579891966544°N,1.85034268883754°E |                                            |                          | Modifica les dades a Wikidata |
|        | el Solà d'Aladernet         | Balsareny | masia        |                             | 41° 51′ 27″ N, 1° 50′ 56″ E / 41.8573890252085°N,1.84887158553217°E |                                            |                          | Modifica les dades a Wikidata |
|        | el Vilar                    | Balsareny | masia        |                             | 41° 52′ 14″ N, 1° 53′ 38″ E / 41.8706477865022°N,1.89386975246491°E ca:Sector est del terme municipal.                                                                             |                                            |                          | Modifica les dades a Wikidata |
|        | l'Ambròs Nou                | Balsareny | masia        |                             | 41° 53′ 13″ N, 1° 53′ 54″ E / 41.8869480129338°N,1.89836164438168°E ca:Sector nordest del terme municipal. Pla de Vilamajor.                                                       |                                            |                          | Modifica les dades a Wikidata |
|        | la Casanova de les Collades | Balsareny | masia        |                             | 41° 52′ 55″ N, 1° 53′ 52″ E / 41.8820075077341°N,1.89785596006828°E |                                            |                          | Modifica les dades a Wikidata |
|        | la Casanova del Cerdà       | Balsareny | masia        |                             | 41° 53′ 14″ N, 1° 53′ 55″ E / 41.8873011801658°N,1.89856048131102°E |                                            |                          | Modifica les dades a Wikidata |
|        | la Noguera                  | Balsareny | masia        | 20th century                | 41° 53′ 49″ N, 1° 53′ 10″ E / 41.8970798390118°N,1.88615655758193°E ca:Sector nord del terme municipal de Balsareny, als afores del nucli urbà de Navàs (anomenat Barri de Navàs). |                                            |                          | Modifica les dades a Wikidata |
|        | la Seuva                    | Balsareny | masia        |                             | 41° 52′ 28″ N, 1° 49′ 13″ E / 41.874352218449°N,1.820304073542°E |                                            |                          | Modifica les dades a Wikidata |
|        | la Teuleria                 | Balsareny | masia        |                             | 41° 52′ 35″ N, 1° 51′ 16″ E / 41.8764301311557°N,1.85437473423218°E ca:Sector nordoest del terme municipal.                                                                        |                                            |                          | Modifica les dades a Wikidata |
|        | les Cases                   | Balsareny | masia        |                             | 41° 53′ 25″ N, 1° 52′ 13″ E / 41.8903313791175°N,1.87023021294718°E |                                            |                          | Modifica les dades a Wikidata |
|        | les Cases Noves             | Balsareny | masia        |                             | 41° 53′ 07″ N, 1° 51′ 19″ E / 41.8853196880234°N,1.85527656980235°E ca:Sector nordoest del terme municipal                                                                         |                                            |                          | Modifica les dades a Wikidata |
|        | les Cases de Navàs          | Balsareny | masia        |                             | 41° 53′ 41″ N, 1° 52′ 41″ E / 41.89468°N,1.87817°E ca:Sector nord del terme de Balsareny, formant part del nucli urbà de Navàs (Barri de Navàs).                                   |                                            |                          | Modifica les dades a Wikidata |
|        | les Collades                | Balsareny | masia        |                             | 41° 52′ 47″ N, 1° 54′ 03″ E / 41.879655728876°N,1.9009526706808°E ca:Sector nordest del terme municipal                                                                            |                                            |                          | Modifica les dades a Wikidata |
|        | les Planes de Puigdorca     | Balsareny | masia        | 1949                        | 41° 51′ 18″ N, 1° 52′ 43″ E / 41.855120657394°N,1.8784834403073°E ca:Sector est del terme municipal                                                                                |                                            |                          | Modifica les dades a Wikidata |

## muntanya
| imatge | Nom                 | Ubicat a                      | instància de | Detalls | coordenades                                                           | Protecció | Commons (més fotos) | Dades a WD                    |
| ------ | ------------------- | ----------------------------- | ------------ | ------- | --------------------------------------------------------------------- | --------- | ------------------- | ----------------------------- |
|        | Serrat de l'Alou    | Sallent Balsareny             | muntanya     |         | 41° 51′ 27″ N, 1° 53′ 49″ E / 41.857465°N,1.896992°E 476 msnm         |           |                     | Modifica les dades a Wikidata |
|        | Serrat de l'Olivar  | Balsareny                     | muntanya     |         | 41° 51′ 45″ N, 1° 49′ 40″ E / 41.86249167°N,1.82787778°E 528.5 msnm   |           |                     | Modifica les dades a Wikidata |
|        | Serrat de la Torre  | Castellnou de Bages Balsareny | muntanya     |         | 41° 51′ 03″ N, 1° 49′ 48″ E / 41.85091083°N,1.83009444°E 623.6 msnm   |           |                     | Modifica les dades a Wikidata |
|        | Serrat del Lledó    | Balsareny                     | muntanya     |         | 41° 53′ 27″ N, 1° 52′ 58″ E / 41.89093611°N,1.88275833°E 407.9 msnm   |           |                     | Modifica les dades a Wikidata |
|        | Serrat dels Cellers | Castellnou de Bages Balsareny | muntanya     |         | 41° 50′ 42″ N, 1° 50′ 04″ E / 41.845°N,1.83452°E 611.5 msnm           |           |                     | Modifica les dades a Wikidata |
|        | Turó de Fucimanya   | Balsareny                     | muntanya     |         | 41° 51′ 52″ N, 1° 50′ 09″ E / 41.8645°N,1.83582°E 512.3 msnm          |           |                     | Modifica les dades a Wikidata |
|        | Turó de Guillempere | Sallent Balsareny             | muntanya     |         | 41° 52′ 57″ N, 1° 54′ 30″ E / 41.8825°N,1.90842°E 486.5 msnm          |           |                     | Modifica les dades a Wikidata |
|        | Turó de la Torre    | Castellnou de Bages Balsareny | muntanya     |         | 41° 51′ 03″ N, 1° 49′ 48″ E / 41.8509216559°N,1.8300988474°E 624 msnm |           | Turó de la Torre    | Modifica les dades a Wikidata |
|        | el Castellot        | Navàs Balsareny               | muntanya     |         | 41° 53′ 09″ N, 1° 51′ 38″ E / 41.88590389°N,1.86067222°E 411 msnm     |           |                     | Modifica les dades a Wikidata |
|        | les Pinasses        | Castellnou de Bages Balsareny | muntanya     |         | 41° 51′ 10″ N, 1° 49′ 34″ E / 41.85266972°N,1.82617222°E 625.2 msnm   |           |                     | Modifica les dades a Wikidata |

## oratori
| imatge | Nom                               | Ubicat a  | instància de | Detalls                                  | coordenades                                                                                        | Protecció                                  | Commons (més fotos)               | Dades a WD                    |
| ------ | --------------------------------- | --------- | ------------ | ---------------------------------------- | -------------------------------------------------------------------------------------------------- | ------------------------------------------ | --------------------------------- | ----------------------------- |
|        | Capella de Sant Ambròs            | Balsareny | oratori      |                                          | 41° 52′ 51″ N, 1° 53′ 29″ E / 41.880725°N,1.891494°E                                               | bé integrant del patrimoni cultural català |                                   | Modifica les dades a Wikidata |
|        | Capella de Sant Roc               | Balsareny | oratori      |                                          | | bé integrant del patrimoni cultural català |                                   | Modifica les dades a Wikidata |
|        | Pedrons del camí vell del Castell | Balsareny | oratori      | Estil: arquitectura popular 20th century | 41° 52′ 25″ N, 1° 52′ 48″ E / 41.873638°N,1.879899°E ca:Al camí vell del poble al castell 364 msnm | bé integrant del patrimoni cultural català | Pedrons del camí vell del Castell | Modifica les dades a Wikidata |

## polígon industrial
| imatge | Nom                                   | Ubicat a  | instància de       | Detalls | coordenades                                                         | Protecció | Commons (més fotos) | Dades a WD                    |
| ------ | ------------------------------------- | --------- | ------------------ | ------- | ------------------------------------------------------------------- | --------- | ------------------- | ----------------------------- |
|        | Polígon industrial La Coromina        | Balsareny | polígon industrial |         | 41° 51′ 32″ N, 1° 52′ 37″ E / 41.8588095168776°N,1.87680920035677°E |           |                     | Modifica les dades a Wikidata |
|        | Polígon industrial Puigdorca          | Balsareny | polígon industrial |         | 41° 51′ 23″ N, 1° 52′ 51″ E / 41.8562807967642°N,1.88072066573413°E |           |                     | Modifica les dades a Wikidata |
|        | Polígon industrial Sasdi-les Malloles | Balsareny | polígon industrial |         | 41° 50′ 41″ N, 1° 52′ 46″ E / 41.8447578489465°N,1.87945202556028°E |           |                     | Modifica les dades a Wikidata |
|        | Polígon industrial de Navàs           | Balsareny | polígon industrial |         | 41° 53′ 40″ N, 1° 52′ 22″ E / 41.8943828282031°N,1.87282286484106°E |           |                     | Modifica les dades a Wikidata |

## pont
| imatge | Nom                        | Ubicat a  | instància de           | Detalls                                                                    | coordenades | Protecció                                  | Commons (més fotos)      | Dades a WD                    |
| ------ | -------------------------- | --------- | ---------------------- | -------------------------------------------------------------------------- | --- | ------------------------------------------ | ------------------------ | ----------------------------- |
|        | Pont Nou de Conangle       | Balsareny | pont                   |                                                                            | 41° 50′ 06″ N, 1° 52′ 37″ E / 41.8348704653538°N,1.87689067695589°E |                                            |                          | Modifica les dades a Wikidata |
|        | Pont de Roqueta            | Balsareny | pont                   |                                                                            | 41° 51′ 37″ N, 1° 52′ 20″ E / 41.8602596288817°N,1.87221757602568°E |                                            |                          | Modifica les dades a Wikidata |
|        | Pont de Santa Maria        | Balsareny | pont aqüeducte         | Travessa: riera del Mujal Hi passa: sèquia de Manresa Llarg: 103m Alt: 12m | 41° 51′ 37″ N, 1° 52′ 49″ E / 41.8603734517857°N,1.88016736396327°E |                                            |                          | Modifica les dades a Wikidata |
|        | Pont de Sobirana           | Balsareny | pont                   |                                                                            | 41° 52′ 28″ N, 1° 51′ 21″ E / 41.8745544438705°N,1.8559507394867°E |                                            |                          | Modifica les dades a Wikidata |
|        | Pont de la Roca            | Balsareny | pont                   |                                                                            | 41° 52′ 12″ N, 1° 52′ 01″ E / 41.86995241613°N,1.86688982000843°E |                                            |                          | Modifica les dades a Wikidata |
|        | Pont de la Via             | Balsareny | pont                   | 1885 Travessa: riera del Mujal                                             | 41° 51′ 44″ N, 1° 52′ 42″ E / 41.862211115346°N,1.87835211727192°E ca:Als afores de Balsareny per la banda de llevant. A continuació del carrer del Carrilet.                       |                                            | Pont de la Via           | Modifica les dades a Wikidata |
|        | Pont de la Vinya del Martí | Balsareny | pont                   |                                                                            | 41° 51′ 04″ N, 1° 52′ 29″ E / 41.8511157804111°N,1.87476341542767°E |                                            |                          | Modifica les dades a Wikidata |
|        | Pont del Monjo             | Balsareny | pont                   |                                                                            | 41° 49′ 13″ N, 1° 52′ 19″ E / 41.8202678021607°N,1.87201659012547°E |                                            |                          | Modifica les dades a Wikidata |
|        | Pont del Rector            | Balsareny | pont                   |                                                                            | 41° 51′ 26″ N, 1° 52′ 27″ E / 41.8572344463598°N,1.87416220238299°E ca:A la Séquia de Manresa. Sector central del terme municipal. Vora l'actual polígon industrial de la Coromina. |                                            |                          | Modifica les dades a Wikidata |
|        | Pont del Riu               | Balsareny | pont pont de carretera | Estil: arquitectura popular 1797 Travessa: Llobregat                       | 41° 51′ 34″ N, 1° 52′ 49″ E / 41.8595°N,1.88022°E ca:Sector central del terme municipal. Al riu Llobregat. 300 msnm                                                                 | bé integrant del patrimoni cultural català | Pont del Riu (Balsareny) | Modifica les dades a Wikidata |
|        | Pont del Teveió            | Balsareny | pont                   |                                                                            | 41° 50′ 47″ N, 1° 52′ 45″ E / 41.8464384110536°N,1.87907337643776°E |                                            |                          | Modifica les dades a Wikidata |
|        | Pont del Vilar             | Balsareny | pont                   |                                                                            | 41° 53′ 59″ N, 1° 53′ 58″ E / 41.8995865507434°N,1.89953081135789°E |                                            |                          | Modifica les dades a Wikidata |
|        | Pont dels Traginers        | Balsareny | pont                   | 1847                                                                       | 41° 52′ 13″ N, 1° 52′ 34″ E / 41.8703938361791°N,1.87606415699841°E ca:Sector central del terme municipal                                                                           |                                            |                          | Modifica les dades a Wikidata |
|        | Pontarró de la Fàbrica     | Balsareny | pont                   | Travessa: sèquia de Manresa                                                | 41° 50′ 30″ N, 1° 52′ 45″ E / 41.8415760805965°N,1.87920642922906°E |                                            |                          | Modifica les dades a Wikidata |
|        | Pontarró del Girald        | Balsareny | pont                   |                                                                            | 41° 52′ 51″ N, 1° 51′ 59″ E / 41.8807830521723°N,1.86644538424921°E |                                            |                          | Modifica les dades a Wikidata |
|        | Pontarró del Molí          | Balsareny | pont                   |                                                                            | 41° 51′ 24″ N, 1° 52′ 24″ E / 41.8565515000076°N,1.87340314511461°E |                                            |                          | Modifica les dades a Wikidata |
|        | Pontarró del Ricard        | Balsareny | pont                   |                                                                            | 41° 51′ 56″ N, 1° 53′ 17″ E / 41.865610907515°N,1.88805250072438°E |                                            |                          | Modifica les dades a Wikidata |
|        | pont del Carrilet          | Balsareny | pont                   |                                                                            | 41° 53′ 35″ N, 1° 52′ 44″ E / 41.89306°N,1.87896°E ca:Sector nord del terme municipal.                                                                                              |                                            |                          | Modifica les dades a Wikidata |

## serra
| imatge | Nom                       | Ubicat a          | instància de | Detalls | coordenades                                                       | Protecció | Commons (més fotos) | Dades a WD                    |
| ------ | ------------------------- | ----------------- | ------------ | ------- | ----------------------------------------------------------------- | --------- | ------------------- | ----------------------------- |
|        | Carena de l'Obaga Fosca   | Balsareny         | serra        |         | 41° 51′ 53″ N, 1° 50′ 48″ E / 41.8647°N,1.84669°E 501.4 msnm      |           |                     | Modifica les dades a Wikidata |
|        | Serra Mitjana (Balsareny) | Balsareny         | serra        |         | 41° 52′ 32″ N, 1° 51′ 46″ E / 41.87544722°N,1.862825°E 408.7 msnm |           |                     | Modifica les dades a Wikidata |
|        | Serrat del Girald         | Balsareny Navàs   | serra        |         | 41° 53′ 12″ N, 1° 52′ 11″ E / 41.8868°N,1.86975°E 434 msnm        |           |                     | Modifica les dades a Wikidata |
|        | Serrat del Maurici        | Balsareny         | serra        |         | 41° 51′ 57″ N, 1° 51′ 36″ E / 41.8658°N,1.8601°E 436.2 msnm       |           |                     | Modifica les dades a Wikidata |
|        | Serrat del Repetidor      | Balsareny Sallent | serra        |         | 41° 52′ 03″ N, 1° 54′ 02″ E / 41.8674°N,1.90064°E 485.2 msnm      |           |                     | Modifica les dades a Wikidata |

## séquia
| imatge | Nom               | Ubicat a          | instància de | Detalls                          | coordenades                                                    | Protecció                                  | Commons (més fotos) | Dades a WD                    |
| ------ | ----------------- | ----------------- | ------------ | -------------------------------- | -------------------------------------------------------------- | ------------------------------------------ | ------------------- | ----------------------------- |
|        | la Síquia         | Balsareny         | séquia       | Estil: arquitectura gòtica       | 41° 51′ 44″ N, 1° 52′ 55″ E / 41.86227°N,1.88205°E             | bé integrant del patrimoni cultural català | Sèquia de Manresa   | Modifica les dades a Wikidata |
|        | sèquia de Manresa | Manresa Balsareny | séquia       | Estil: arquitectura popular 1383 | 41° 43′ 26″ N, 1° 49′ 36″ E / 41.724003°N,1.826797°E ca:Claret |                                            | Sèquia de Manresa   | Modifica les dades a Wikidata |

## Misc
| imatge | Nom                              | Ubicat a                                                                          | instància de                                           | Detalls                                                   | coordenades                                                                                               | Protecció                                            | Commons (més fotos)          | Dades a WD                    |
| ------ | -------------------------------- | --------------------------------------------------------------------------------- | ------------------------------------------------------ | --------------------------------------------------------- | --- | ---------------------------------------------------- | ---------------------------- | ----------------------------- |
|        | Ajuntament de Balsareny          | Balsareny                                                                         | casa consistorial                                      | Estil: arquitectura popular                               | 41° 51′ 48″ N, 1° 52′ 38″ E / 41.863229°N,1.877093°E ca:Plaça de l'Ajuntament, 2                          | bé integrant del patrimoni cultural català           | Casa de la Vila de Balsareny | Modifica les dades a Wikidata |
|        | Cal Nosa i Cal Rata              | Balsareny Nosa                                                                    | nucli de població nucli d'entitat singular de població | 33 hab                                                    | 41° 53′ 49″ N, 1° 52′ 59″ E / 41.89701111°N,1.88316111°E 376 msnm                                         |                                                      |                              | Modifica les dades a Wikidata |
|        | El Joanic                        | Balsareny                                                                         | conjunt d'edificis                                     |                                                           | 41° 53′ 56″ N, 1° 53′ 24″ E / 41.89902°N,1.88992°E ca:Sector nord-est del terme municipal                 |                                                      |                              | Modifica les dades a Wikidata |
|        | Gravera de l'Alou                | Balsareny                                                                         | pedrera                                                |                                                           | 41° 51′ 06″ N, 1° 53′ 08″ E / 41.851598761234°N,1.88550044404319°E                                        |                                                      |                              | Modifica les dades a Wikidata |
|        | Imatge de Santa Cecília          | Balsareny                                                                         | estàtua                                                | Estil: noucentisme                                        | 41° 50′ 28″ N, 1° 52′ 42″ E / 41.84111°N,1.87829°E                                                        | bé integrant del patrimoni cultural català           |                              | Modifica les dades a Wikidata |
|        | Llobregat                        | Catalunya província de Barcelona Catalunya Central Àmbit Metropolità de Barcelona | riu                                                    | Desemboca: mar Mediterrània Llarg: 175km Conca: 4948.3km² | 42° 16′ 57″ N, 2° 00′ 46″ E / 42.282412°N,2.012826°E 41° 18′ 08″ N, 2° 07′ 55″ E / 41.302248°N,2.131948°E |                                                      | Llobregat                    | Modifica les dades a Wikidata |
|        | Pont de Conangle                 | Balsareny Sallent                                                                 | aqüeducte pont                                         | Hi passa: sèquia de Manresa                               | 41° 50′ 06″ N, 1° 52′ 29″ E / 41.8351113439142°N,1.87481499657248°E                                       | bé integrant del patrimoni cultural català           | Pont de Conangle             | Modifica les dades a Wikidata |
|        | Resclosa de la Séquia de Manresa | Balsareny                                                                         | resclosa                                               | Superfície: 9.79ha                                        | 41° 52′ 17″ N, 1° 53′ 06″ E / 41.8714°N,1.8849°E 300 msnm                                                 |                                                      |                              | Modifica les dades a Wikidata |
|        | Santa Maria de Balsareny         | Balsareny                                                                         | església parroquial                                    |                                                           | 41° 51′ 47″ N, 1° 52′ 40″ E / 41.8631°N,1.87778°E ca:Plaça de l'Església, s/n                             | bé integrant del patrimoni cultural català           | Santa Maria de Balsareny     | Modifica les dades a Wikidata |
|        | castell de Balsareny             | Balsareny                                                                         | fortalesa                                              | Estil: arquitectura gòtica                                | 41° 52′ 15″ N, 1° 52′ 53″ E / 41.8708°N,1.88139°E ca:Sector central del terme municipal                   | bé d'interès cultural bé cultural d'interès nacional | Castell de Balsareny         | Modifica les dades a Wikidata |
|        | el Castellet                     | Balsareny                                                                         | castell                                                |                                                           | 41° 52′ 19″ N, 1° 52′ 40″ E / 41.8719698698421°N,1.87789229766839°E                                       |                                                      |                              | Modifica les dades a Wikidata |
|        | forn de calç del Racó de l’Aclau | Balsareny                                                                         | forn de calç                                           |                                                           | 41° 52′ 26″ N, 1° 50′ 28″ E / 41.87394°N,1.84116°E ca:Sector oest del terme municipal                     |                                                      |                              | Modifica les dades a Wikidata |
|        | riera del Mujal                  | Viver i Serrateix Navàs Balsareny                                                 | curs d'aigua                                           | Desemboca: Llobregat                                      | 41° 51′ 36″ N, 1° 52′ 48″ E / 41.86012464693184°N,1.879992485046387°E                                     |                                                      |                              | Modifica les dades a Wikidata |